# 쇤플리스역
쇤플리스역(Bahnhof Schönfließ)은 브란덴부르크주 오버하펠군 뮐렌베커란트에 있는 베를린 S반의 철도역이다. 1953년에 개통하여 1961년부터 베를린 S반 열차를 취급했고, 1995년 이후 지역간 열차 취급이 중단되었고 승강장도 이후에 철거되었다. 베를린 북부선과의 열차선 연결선이 이 역에서 분기한다. 쇤플리스역과 주택지는 약 1 km 남쪽으로 떨어져 있으며, 역 일대는 개발되지 않았다.
DB Netz에서는 장거리선과 S반선의 구분을 위해서 쇤플리스 S반(Schönfließ S-Bahn)이라는 명칭을 사용하며, DB Station&Service에서는 쇤플리스 바이 오라니엔부르크(Schönfließ (b Oranienburg))라는 명칭을 사용한다. 브란덴부르크주에 있는 에베르스발데-프랑크푸르트 (오데르)선상의 쇤플리스 도르프(Schönfließ Dorf)역은 개통 당시 브란덴부르크주의 영역에 있었던 쇤플리스 바트(Schönfließ Bad)역과의 구분을 위해서 해당 명칭을 사용했다. 1945년 이후 바트 쇤플리스는 폴란드의 트친스코즈드루이(Trzcińsko-Zdrój)가 되었다. 이 역은 제2차 세계 대전 이후에 개통했기 때문에 별도의 부기 명칭이 없다.

## 역사
독일과 베를린의 분단에 따라서 1950년대 초부터 서베를린을 우회할 필요성이 증가했다. 베를린 외곽순환선의 카로 분기점-비르켄베르더 구간은 1952년에 개통했고, 그 해부터 S반을 제외한 동독 영내 철도 교통은 서베를린 통과가 금지되었다. 베를린 북부선을 운행했던 열차도 이에 따라서 외곽순환선 경유로 변경되었다. 베를린 시내에서는 당시만 해도 동서간 통제가 엄격하지 않았기 때문에 동베를린 방면 열차도 통제를 받지 않았고, 쇤플리스역은 1953년에 동서베를린간 교통 통제 목적으로 설치되었다. 그 해 10월 4일에 대중교통용으로 개방되었다.

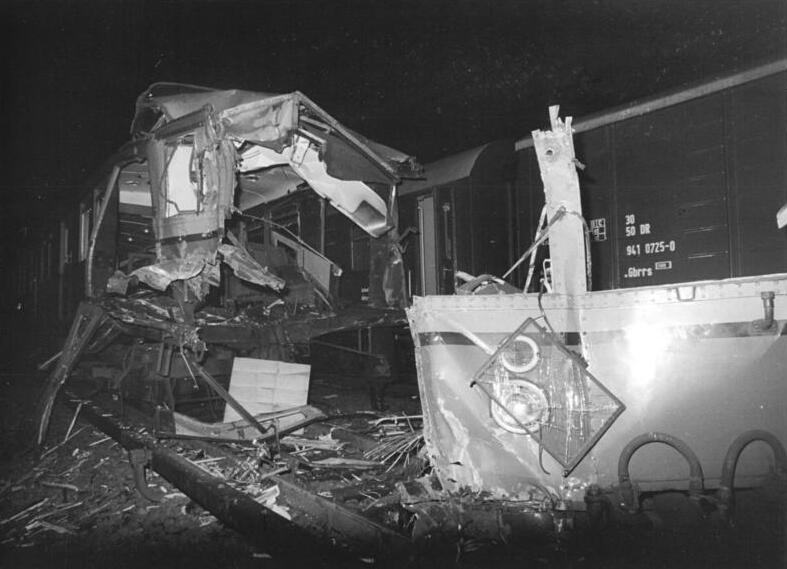
1979년 쇤플리스역 사고

1961년 8월 13일 베를린 장벽 건설 이후 오라니엔부르크역-호엔 노이엔도르프역을 운행했던 열차는 다른 S반 운행 계통과 단절되었다. 이 지역과 베를린 S반 재연결을 위해서 호엔 노이엔도르프역과 카로 분기점간 구간의 제3궤조 전철화가 진행되었고, 72일만에 완공되었다. 1961년 11월 19일부터 S반 운행이 시작되었다. 외곽순환선 남쪽에 있었던 호엔 노이엔도르프역을 직통하는 목적으로 베르크펠데 분기점(현재의 쇤플리스 베스트 분기점)부터 별도의 복선 S반선을 건설했다. 개통 직후 쇤플리스역까지 연장되었고 1962년 5월 27일에 베르크펠데역이 개통했다. 쇤플리스역부터 카로 분기점까지의 구간은 S반과 일반 열차가 혼합 운행했다. 역 서쪽에 입체 교차 시설이 건설되어 오라니엔부르크 방면 S반 열차가 열차선 위로 넘어갔다. 같은 해에는 쇤플리스역 서쪽의 외곽순환선 장거리선과 베를린 북부선을 잇는 두 번째 연결선이 개통했다.
혼합 교통은 열차 운행에 문제를 야기했다. 1979년 12월 18일 쇤플리스-카로 분기점 구간에서 S반 기관사가 정지 신호를 무시하고 고속으로 통과하여 화물 열차를 추돌했고, 기관사가 사망하고 7명이 부상을 입었다. 1980년대 초반 열차선의 교류 전철화 이후 직류 S반과의 분리가 불가피해졌다. 1982년에는 쇤플리스역에 별도의 S반 승강장이 건설되었고, 최초에는 베를린행 열차가 정차하는 단선 승강장으로 시작했다. 1984년 9월 2일에는 쇤플리스-카로 분기점 구간의 S반과 열차선이 완전히 분리되었다. 이 날부터 모든 S반 열차가 분리된 승강장에 정차했고, 쇤플리스역 동쪽에 뮐렌베크묀히뮐레역이 개통했다. 1984년 12월 15일부터 북부 외곽순환선의 열차선이 전철화되었고 쇤플리스역도 이에 포함되었다.
베를린 장벽 붕괴 이후 더 이상 서베를린을 우회할 필요가 없었다. 1995년 5월 28일부터 지역간 열차 운행이 중단되었고 최북단 승강장도 철거되었다. 오라니엔부르크 방면 S반 노선은 1992년 5월부터 프로나우역을 경유하는 더 짧은 노선으로 연결되었으나, 기존 노선의 영업이 중단되지는 않았다. 현재의 쇤플리스역 이용객 수는 베를린 S반에서 하위권에 있다.

## 인접 정차역
| 베를린 S반                   | 베를린 S반 | 베를린 S반                            |
| ---------------------------- | ---------- | ------------------------------------- |
| 베르크펠데 비르켄베르더 방면 | S8         | 뮐렌베크묀히뮐레 그뤼나우/빌다우 방면 |